# هيو بي. كيف
هيو بي. كيف (بالإنجليزية: Hugh B. Cave)‏ (11 يوليو 1910، تشستر في المملكة المتحدة - 27 يونيو 2004 في الولايات المتحدة)؛ روائي بريطاني.

## روابط خارجية
- هيو بي. كيف على موقع ديسكوغز (الإنجليزية)